# IFPI香港唱片銷量大獎頒獎禮2014
IFPI香港唱片銷量大獎頒奬禮2014是於2015年3月11日在TVB電視廣播城舉辦，並於2015年3月21日在無線電視翡翠台晚上七時半播出。獎項由國際唱片業協會（香港會）（簡稱「香港IFPI」）主辦，獎勵前一年最暢銷的音樂作品以及有突出成就的藝人。IFPI香港唱片銷量大獎頒獎典禮是由核數師計算香港地區2014年的唱片銷量，後頒發奬項予最高銷量的唱片。
容祖兒在本屆獲得5項大獎，成為當晚獲獎最多的藝人。張敬軒和C AllStar各自獲得4項大獎緊隨其後。

## 得獎名單

### 十大銷量本地歌手
- 郭富城
- 容祖兒
- 張智霖
- 張敬軒
- 王菀之
- 何韻詩
- 泳兒
- C AllStar
- 甄妮
- 鍾欣潼

### 十大銷量廣東唱片
- 《時日如飛 C AllCollection》——C AllStar
- 《Frank》——RubberBand
- 《THE TIMES 時光 新曲+精選》——許廷鏗
- 《DE JA VU》——張智霖
- 《Morph》——張敬軒
- 《追憶似水芳華》——梅艷芳
- 《笑傲江湖-葉振棠》——葉振棠
- 《Gloria Our Moments》——歌莉雅
- 《Love Is Love》——鄭秀文
- 《熊貓的故事》——鄭俊弘

### 十大銷量國語唱片
- 《愛是懂你的》——FANTAZ
- 《2gether 4ever 演唱會影音館》——S.H.E
- 《愛 情歌》——泳兒
- 《Who's Shay?》——柳妍熙
- 《姊妹SACD》——張惠妹
- 《聽感》——梁漢文
- 《色惑》——楊千嬅
- 《完整愛》——鍾欣潼
- 《創造 The Inventions》——羅力威
- 《28》——蘇永康

### 十大數碼暢銷歌曲
| 十大暢銷數碼歌曲得獎名單 | 十大暢銷數碼歌曲得獎名單 | 十大暢銷數碼歌曲得獎名單                | 十大暢銷數碼歌曲得獎名單 | 十大暢銷數碼歌曲得獎名單 | 十大暢銷數碼歌曲得獎名單 |
| 歌曲                     | 主唱                     | 專輯                                    |                          |                          |                          |
| I'm Yours                | Jason Mraz               | 《We Sing. We Dance. We Steal Things.》 |                          |                          |                          |
| Lost Stars               | Adam Levine              |                                         |                          |                          |                          |
| 只要和你在一起           | 連詩雅                   | 《Once Said》                           |                          |                          |                          |
| 你把我灌醉               | G.E.M.                   | 《The Best of 2008–2012》               |                          |                          |                          |
| 那些年                   | 胡夏                     | 《燃點》                                |                          |                          |                          |
| 青春常駐                 | 張敬軒                   | 《Morph》                               |                          |                          |                          |
| 歲月如歌                 | 張智霖                   | 《DE JA VU》                            |                          |                          |                          |
| 愛最大                   | 謝霆鋒 ft. 廿四味        |                                         |                          |                          |                          |
| 熊貓                     | 鄭俊弘                   | 《熊貓的故事》                          |                          |                          |                          |
| 續集                     | 容祖兒                   | 《Hopelessly Romantic Collection》      |                          |                          |                          |
| ------------------------ | ------------------------ | --------------------------------------- | ------------------------ | ------------------------ | ------------------------ |

### 全年最高暢量本地現場錄製音像出品
- 《1314容祖兒演唱會》——容祖兒

### 最暢銷本地現場錄製音像出品
- 《我們的胡士托演唱會Live》——C AllStar
- 《菀之論王菀之2014演唱會》——王菀之
- 《呂珊情兩牽演唱會》——呂珊
- 《Back To Innocence 重回演唱會》——巫啟賢
- 《Memento 何韻詩演唱會2013》——何韻詩
- 《1314容祖兒演唱會》——容祖兒
- 《郭富城舞臨盛宴世界巡迴演唱會「香港站」2011/13》——郭富城
- 《Hins Live in Passion 2014》——張敬軒
- 《太平山下黃耀明演唱會2014》——黃耀明
- 《非. 甄妮音樂會》——甄妮

### 最暢銷音樂, 電影電視原聲及精選唱片
- 《天愛5》——眾藝人
- 《伍樂城-幻想集》——眾藝人
- 《天空之城 Castle In The Sky HQCD》——久石譲
- 《輝耀姫物語電影原聲大碟》——久石譲
- 《分手100次電影原聲大碟》——眾藝人

### 最暢銷日韓語唱片
- 《Timeless》——w-inds.
- 《The 7th album 'MAMACITA'》——Super Junior
- 《The 7th album Special edition 'This is Love'  (韓版)》——Super Junior

### 最暢銷古典、戲曲唱片
- 《春風吻上我的臉-冉天豪合唱作品選》——香港中文大學合唱團
- 《西廂記》——梁兆明、陳咏儀
- 《仙侶會鵲橋．訪陸游》——楊凱帆、潘千芊
- 《楊麗紅粵劇瑰寶》——楊麗紅、何華棧
- 《聆聽中國》——趙聰

### 最暢銷本地女新人
- 田蕊妮
- 何雁詩
- 柳妍熙

### 最暢銷本地男新人
- 陸寶
- 鄭俊弘
- 謝偉倫

### 最暢銷本地新人組合
- 天堂鳥
- FANTAZ

### 最高銷量廣東唱片
- 《Love Is Love》——鄭秀文

### 最高銷量國語唱片
- 《完整愛》——鍾欣潼

### 全年最高銷量本地組合
- C AllStar

### 全年最高銷量本地女歌手
- 容祖兒

### 全年最高銷量本地男歌手
- 郭富城